# Avoca, Minnesota
Avoca är en ort i Murray County i Minnesota. Vid 2020 års folkräkning hade Avoca 111 invånare.